# Zero Assoluto
Zero Assoluto (magyarul: Abszolút Nulla) olasz pop/R&B duó, tagjai Thomas Da Gasperi és Matteo Maffucci. A duó 1999-ben alakult. 2006 tavaszán lettek ismertek, amikor a Svegliarsi la mattina című kislemezük megjelent, és a kislemez nyolc hétig az olasz toplisták első helyén szerepelt.

## Albumok
- Scendi – 2004
- Appena prima di partire – 2007
- Sotto una pioggia di parole – 2009

## Kislemezek
- Ultimo capodanno- 1999
- Magari meno – 2002
- To come stai – 2002
- Mezz'ora – 2004
- Minimalismi – 2004
- Semplicemente – 2005
- Svegliarsi la mattina – 2006
- Sei parte di me – 2006
- All Good Things (Come to an End) Nelly Furtadóval – 2007
- Appena prima di partire – 2007
- Meglio cosi – 2007
- Per dimenticare – 2009
- Cos'è normale – 2009